# Botorrita
Botorrita ist ein Ort und eine Gemeinde (municipio) mit 579 Einwohnern (Stand: 2024) in der spanischen Provinz Saragossa der Autonomen Gemeinschaft Aragonien. 

## Lage und Klima
Botorrita liegt etwa 19 Kilometer (Luftlinie) südwestlich des Stadtzentrums der Provinzhauptstadt Saragossa in einer Höhe von ca. 395 m am Huerva. Durch die Gemeinde führt die Autovía A-23. Das Klima ist gemäßigt; Regen (ca. 382 mm/Jahr) fällt mit Ausnahme der eher trockenen Sommermonate übers Jahr verteilt.
Im Gemeindegebiet befindet sich die archäologische Grabungsstätte Contrebia Belaisca. Hier befindet sich ein keltiberisches Oppidum. Die Tafeln von Botorrita sind weltberühmt, weil sie einen längeren keltiberischen Text enthalten.

## Bevölkerungsentwicklung
| 1900 | 1910 | 1920 | 1930 | 1940 | 1950 | 1960 | 1970 | 1981 | 1991 | 2001 | 2011 | 2021 |
| ---- | ---- | ---- | ---- | ---- | ---- | ---- | ---- | ---- | ---- | ---- | ---- | ---- |
| 350  | 372  | 420  | 500  | 557  | 462  | 463  | 404  | 382  | 465  | 487  | 526  | 516  |

## Sehenswürdigkeiten
- Augustinuskirche
- archäologische Ausgrabungsstätte

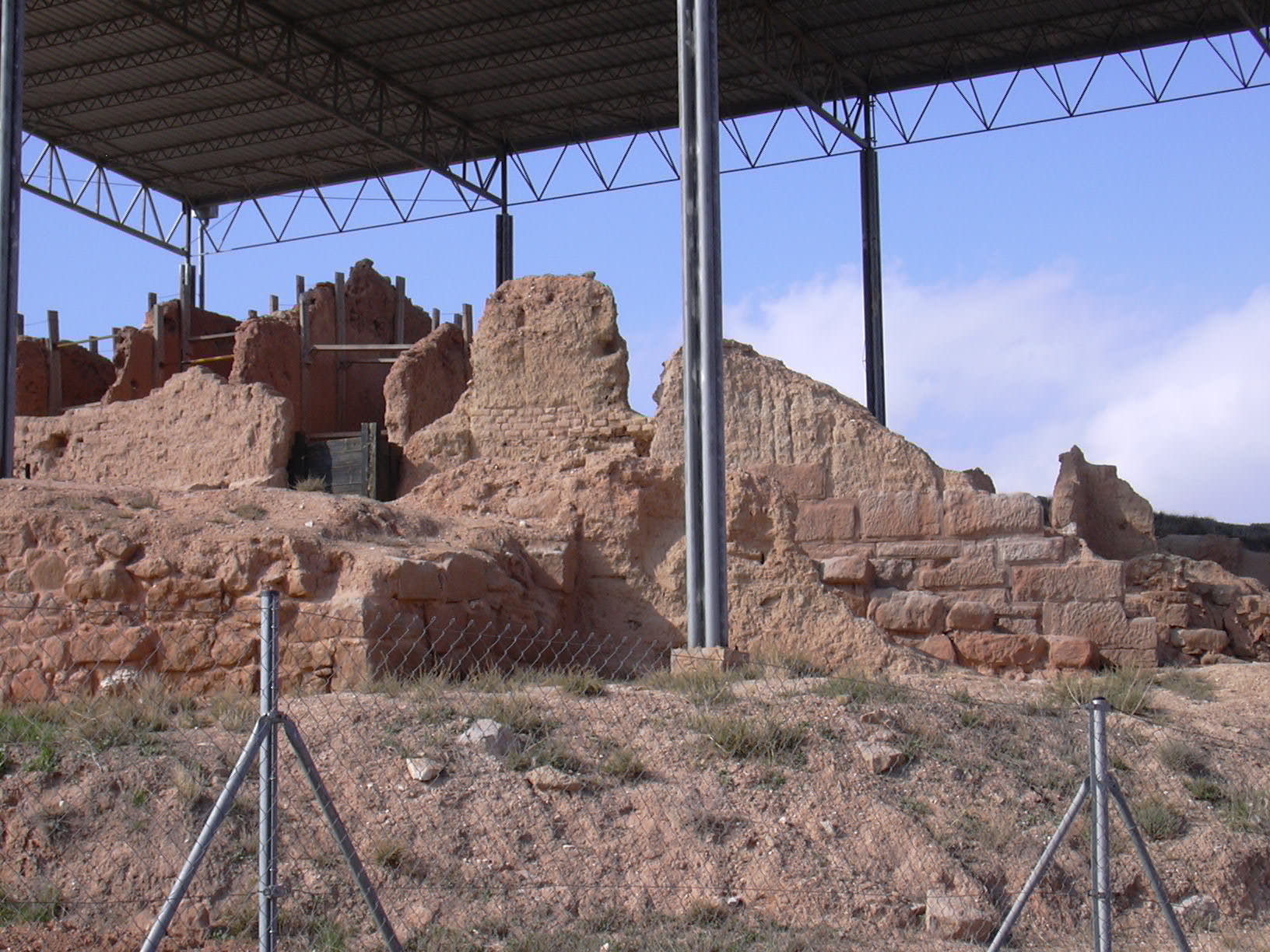
Ausgrabungsstätte Conterbia Belaisca